# Turbo Lover
«Turbo Lover» es una canción de la banda británica de heavy metal Judas Priest, incluida como la primera pista del álbum Turbo de 1986. En abril del mismo año se lanzó como el primer sencillo del disco, a través de Columbia Records.
Fue escrita por Rob Halford, K.K. Downing y Glenn Tipton, cuyas letras se consideran una metáfora al amor que tienen los roqueros para con sus motocicletas, que se vería en partes como «then we race together, we can ride forever, wrapped in horsepower, driving into fury» que en español es «luego corremos juntos, podemos pilotar para siempre, envueltos en caballos de fuerza, conduciendo con furia». Es por ello que en el vídeo musical dirigido por Wayne Isham se muestra a los integrantes de la banda montando dichos medios de transporte, perseguidos por una criatura en forma de calavera y que entremedio aparecen breves imágenes de ellos tocando los instrumentos.

## Versiones y otras apariciones
Desde su publicación ha sido incluida en varios de sus álbumes en vivo, DVD y/o álbumes recopilatorios como Priest...Live!, Rising in the East y The Best of Judas Priest: Living After Midnight, por mencionar algunas. De igual manera ha sido versionado por otras agrupaciones como Horcas, Sin-City All Stars y por Side Effects y también apareció en los videojuegos Gran Turismo 3 y Watch Dogs 2.

## Lista de canciones
| Vinilo de 7" |                |                          |          |  |
| N.º          | Título         | Escritor(es)             | Duración |  |
| 1.           | «Turbo Lover»  | Halford, Downing, Tipton | 5:33     |  |
| 2.           | «Hot for Love» | Halford, Downing, Tipton | 4:12     |  |

| Vinilo de 7" (edición limitada) |                                                   |                          |          |  |
| N.º                             | Título                                            | Escritor(es)             | Duración |  |
| 1.                              | «Turbo Lover» (versión extendida - Hi-Octane Mix) | Halford, Downing, Tipton | 7:21     |  |
| 2.                              | «Hot for Love»                                    | Halford, Downing, Tipton | 4:12     |  |

| Vinilo de 12" |                |                          |          |  |
| N.º           | Título         | Escritor(es)             | Duración |  |
| 1.            | «Turbo Lover»  | Halford, Downing, Tipton | 5:33     |  |
| 2.            | «Hot for Love» | Halford, Downing, Tipton | 4:12     |  |
| 3.            | «Reckless»     | Halford, Downing, Tipton | 4:17     |  |

## Músicos
- Rob Halford: voz
- K.K. Downing: guitarra eléctrica
- Glenn Tipton: guitarra eléctrica
- Ian Hill: bajo
- Dave Holland: batería